# Midjourney
Midjourney (qui mot à mot signifie voyage intermédiaire) est un laboratoire de recherche indépendant qui produit un programme d'intelligence artificielle générative du même nom. Ce programme permet de créer des images à partir de descriptions textuelles, suivant un fonctionnement similaire à celui de DALL-E d'OpenAI,. Il est basé sur des réseaux de neurones et un modèle de diffusion, utilisant des algorithmes d’apprentissage automatique et de traitement du langage naturel pour comprendre les prompts (demandes) des utilisateurs. Les modèles de diffusion permettent à l'IA de générer des images à partir d'un nuage de points en y ajoutant progressivement des détails, tandis que les transformateurs aident à interpréter et à générer des réponses visuelles précises. Midjourney est l'une des deux grandes IA génératrices d'images, l'autre étant DALL-E. Midjourney est souvent présentée comme produisant des images plus artistiques et créatives que DALL-E.

## Historique
Midjourney est fondée par David Holz, cofondateur de Leap Motion. Son IA est publiée en version bêta ouverte le 12 juillet 2022, utilisable via un bot Discord. Midjourney est aussi une communauté (par défaut, les images qu'on y génère sont publiques et partagées dans la galerie de l'utilisateur, visibles de tous. Pour les besoins professionnels, une fonction  Stealth Mode, permet de rendre « privées » ses images.
- V1 : février 2022 ; elle permet de générer des illustrations à partir de descriptions textuelles simples[réf. nécessaire].
- V2 : avril 2022 ; l'IA gagne en performances et en qualité d'image[5].
- V3 : juillet 2022 ; de nouvelles fonctionnalités apparaissent, et l'IA comprend mieux les descriptions textuelles[6].
- V4 : novembre 2022 ; cette version marque un bond qualitatif dans la qualité de l'image, et dans l'interprétation des prompts ; elle est réputée avoir aussi été la plus ludique, inattendue et poétique.
- V5 : mars 2023 ; le réalisme est amélioré et les images gagnent en détail et précision.
  - V5.1 : mai 2023 ; quelques ajustements et optimisations améliorent encore la qualité des images.
  - V5.2 : juin 2023 ; apparition des fonctionnalités de dézoomage (pilotées par des flèches directionnelles).
- V6 : décembre 2023 ; avancées remarquables, y compris la génération d’images en 3D et la possibilité d’ajouter du texte aux illustrations.

En 2022, le programme est utilisé par le magazine britannique The Economist pour l'illustration de la couverture de son numéro de juin 2022.
En août, le quotidien italien Corriere della Sera publie une bande dessinée créée avec Midjourney par l'écrivain Vanni Santoni. Et quelques jours après (le 26 août 2022), une œuvre générée par une intelligence artificielle gagne un concours de beaux-arts, la Colorado State Fair Fine Arts Competition (Colorado, États-Unis) : Théâtre d'opéra spatial, de Jason M. Allen, créée à l'aide de Midjourney.
Le caractère exceptionnel et visuellement fascinant de nombreuses images générées avec Midjourney, de même que leur capacité à élargir le champ de l'imagination, est rapidement reconnu, tant par les universitaires qui étudient l'IA ou la créativité que par les créateurs praticiens,,. Dans une étude conduite par Lyu Wang et ses collègues, Midjourney est choisi par un panel d’experts en esthétique pour générer des peintures expérimentales. Jaruga-Rozdolska promeut Midjourney comme aide à la créativité en architecture, tandis que Ruskov l'utilise comme aide à la création d’illustrations inspirées de contes de fées. Y. Zhang et C. Liu, en 2024, confirment que Midjourney a aussi un potentiel important pour les secteurs de la mode et du design, tout en posant de nouvelles questions éthiques, qui engagent à porter attention à « la transparence de la créativité axée sur l’IA pour prévenir les pratiques trompeuses ».
En 2023, la version V6 intègre la possibilité de travailler l'image en 3D, ce qui peut notamment intéresser les designers et les créateurs. Midjourney intègre également peu à peu la génération de vidéos. Deux fonctions nouvelles sont ajoutées à cette version. D'une part, le Zoom  qui permet, contrairement à ce que son nom semble indiquer, de dézoomer sur une image : l'IA élargit la composition en prolongeant le fond de l'image existante en ajoutant par exemple du contexte à un portrait, une nature morte, un objet, etc. ; des flèches directionnelles permettent d’étendre l’image dans une direction spécifique (gauche, droite, haut et bas) et il est possible de préciser ce que l'on souhaite voir apparaitre dans le fond. D'autre part, la fonction complémentaire Custom Zoom qui permet de faire ce travail par étape pour mieux en contrôler le résultat.
Nouvelle plateforme : une nouvelle plateforme est accessible aux utilisateurs ayant généré plus de 5 000 images, leur permettant de générer des images directement sans passer par Discord. Puis 2023, Midjourney devient également disponible en mode site web (sans besoin de passer par Discord).
Une option mangas apparait (Niji Midjourney), disponible en ajoutant le code « –niji 6 » au prompt.
En 2024 le PDG David Holz annonce une version V7 avant la fin de l’année, un modèle vidéo, et un éditeur d’images 3D qui pourrait évoquer l'Holodeck de Star Trek, susceptible de servir à des jeux, des films. Et depuis mai 2024, Midjourney est directement accessible aux personnes ayant créé au moins 100 images.

## Critiques, controverses
| Image externe |                                                                 |
|               | Fausses photos d'actualité générées par Midjourney (mars 2023). |

En août 2022, quand une œuvre générée par une intelligence artificielle gagne le concours de beaux-arts évoqué plus haut, alors que le jury et les autres artistes ignoraient que cette œuvre avait en grande partie été conçue artificiellement, une polémique est née : peut-on, veut-on ou doit-on qualifier d'art une œuvre qui n'a pas été complètement produite de la main et l'esprit d'un artiste ; une œuvre issue d'un système d'intelligence artificielle qui a utilisé des millions d'images existantes pour son apprentissage, ce qui pose la question d'une nouvelle forme de plagiat. 
Dans ce cas, les organisateurs du concours en ont changé les modalités pour l'année suivante. 
En janvier 2023, trois artistes — Sarah Andersen, Kelly McKernan et Karla Ortiz — intentent une action en justice contre Stable Diffusion, Midjourney et DeviantArt, créateurs des générateurs d'art par intelligence artificielle Stable Diffusion, Midjourney et DreamUp, affirmant que ces sociétés ont violé les droits de millions d'artistes en entraînant leurs outils d'intelligence artificielle sur cinq milliards d'images extraits du Web « sans le consentement des artistes originaux ». De nombreux artistes s'estiment spoliés ou craignent de le devenir,, deepfakes, manipulation de l'opinion, de plus en plus de voix s'élèvent pour que leur usage soit contrôlé et réglementé,.
En mars 2023, de fausses photos, produites avec Midjourney et diffusées sur Internet, mettant en scène des personnalités dans des situations extravagantes deviennent presque instantanément virales — le président Macron ramassant des poubelles, Donald Trump arrêté par des policiers, le Pape habillé en doudoune blanche... —, confortant les craintes de détournement des images créées par AI.
Midjourney est loin de pouvoir prendre en compte la physique des matériaux et les fonctionnalités de l'architecture ainsi que de nombreux objets complexes, mais selon S Tanugraha, il se montre intéressant pour ce qui concerne les aspects esthétiques, et il est à ce titre apprécié par de nombreux artistes, créateurs designers, architectes et enseignant considèrent que Midjourney (et d'autres IA de ce type) peuvent contribuer à leur créativité, et à l'innovation méthodologique dans la formation des futurs designers. Selon Mohesh Radhakrishna (2024)), Midjourney peut être utilisé, avec prudence, sans entraver le processus créatif de l'architecte, y compris dans les écoles d'architectures où il devient important d'enseigner et aider à une telle utilisation consciente de l'IA pour les générations futures d'artistes et d'architecte.

## Galerie

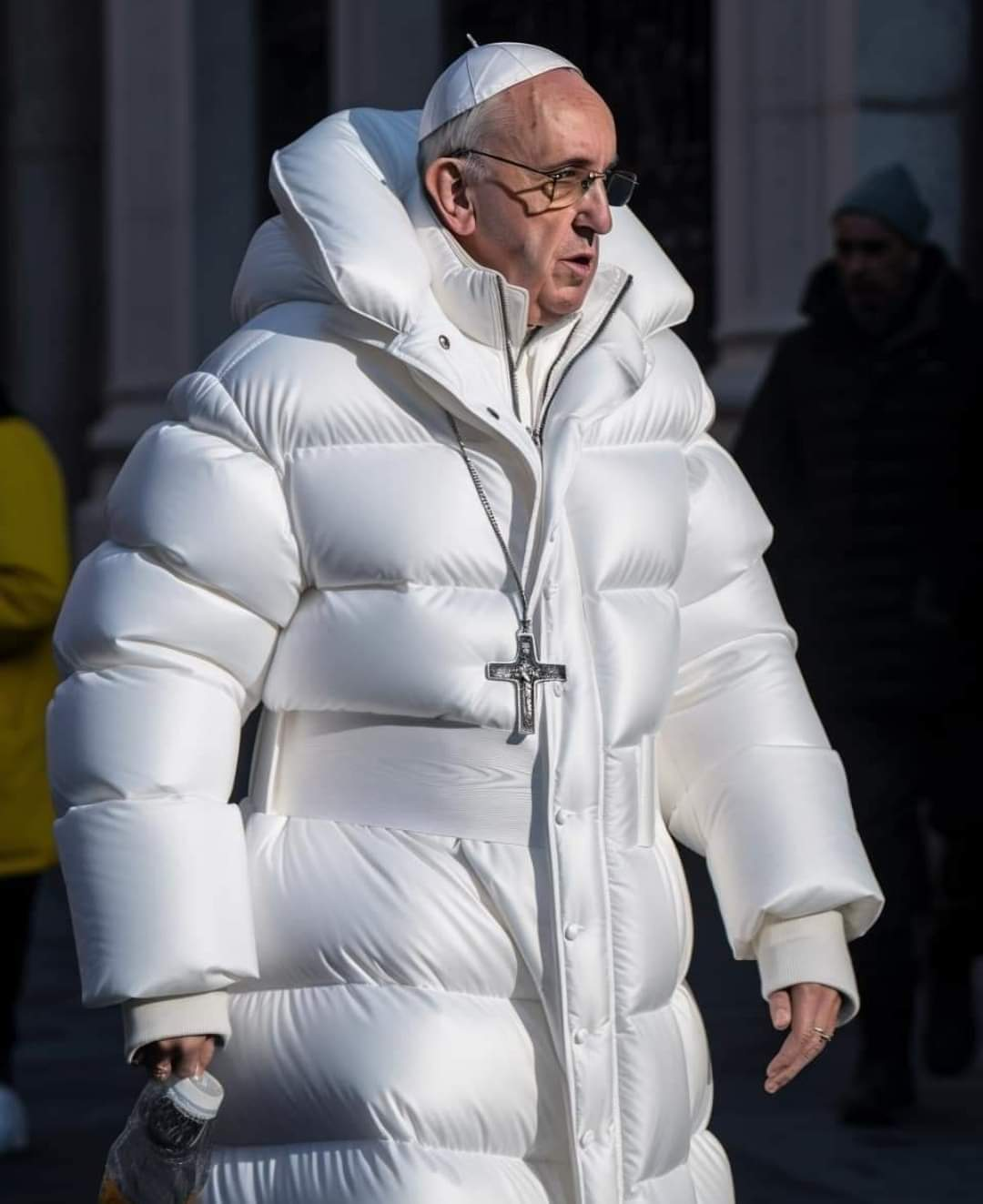
Photographie fictive du Pape François habillé en doudoune blanche.
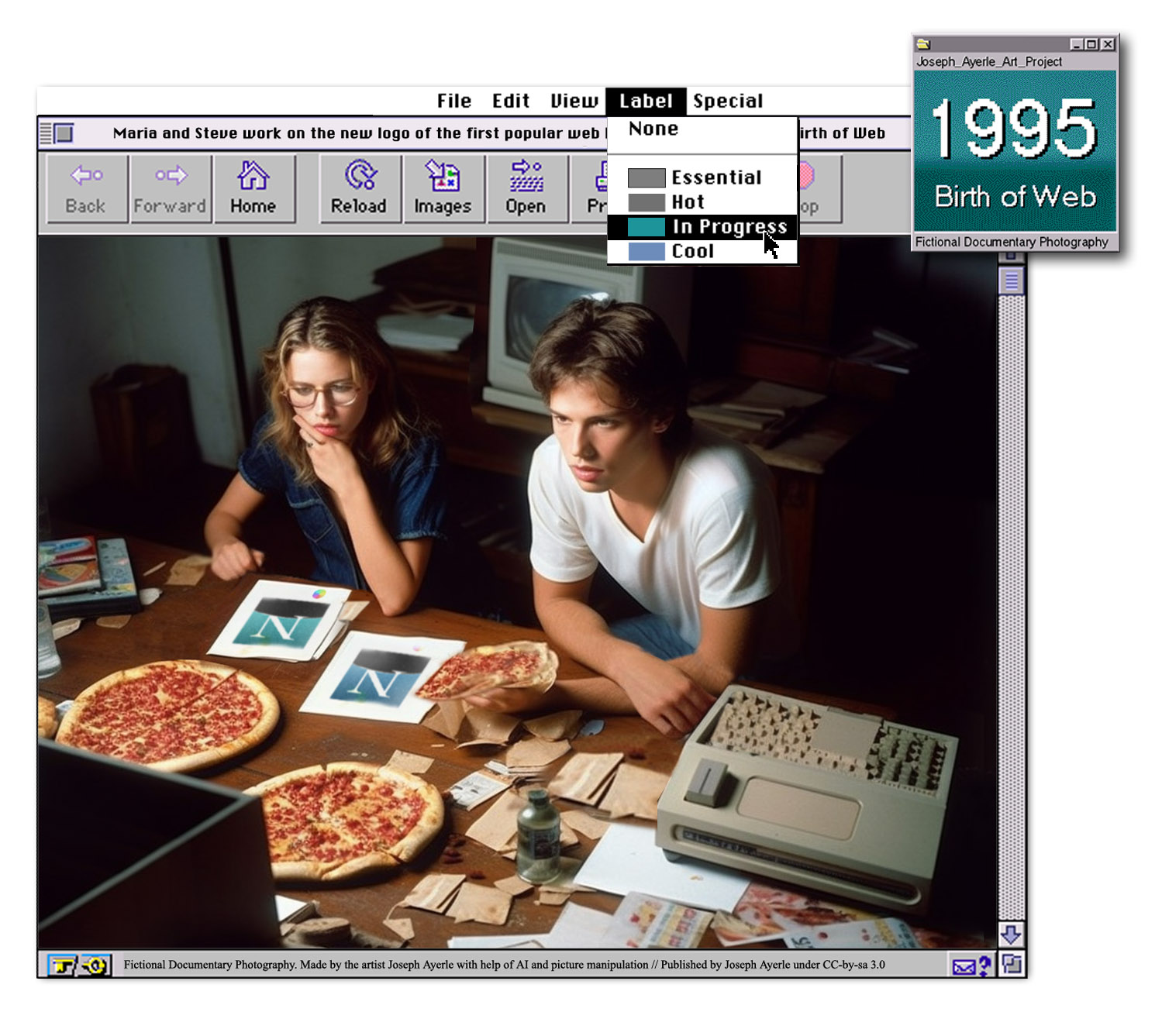
Photographie fictive de deux pionniers d'internet en 1995.
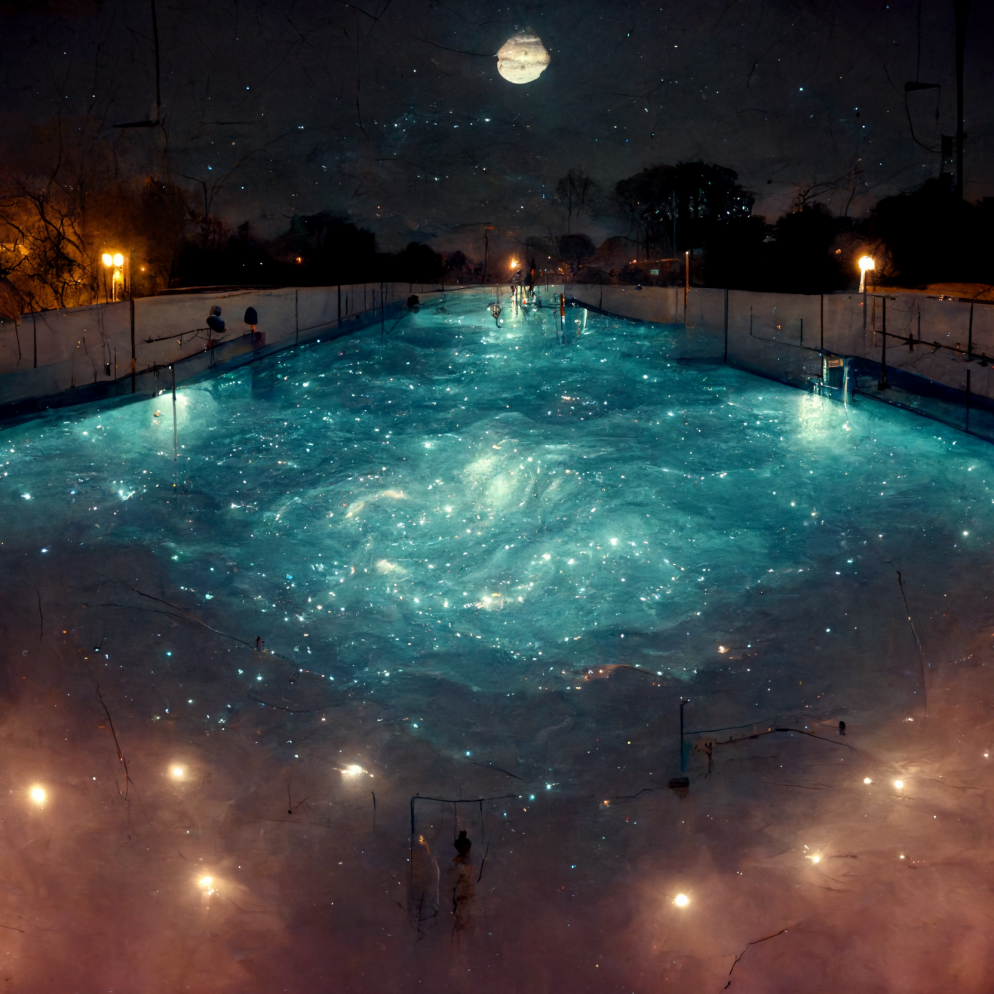
Réponse à l'invite : « piscine remplie d'une galaxie par une nuit au clair de lune ».
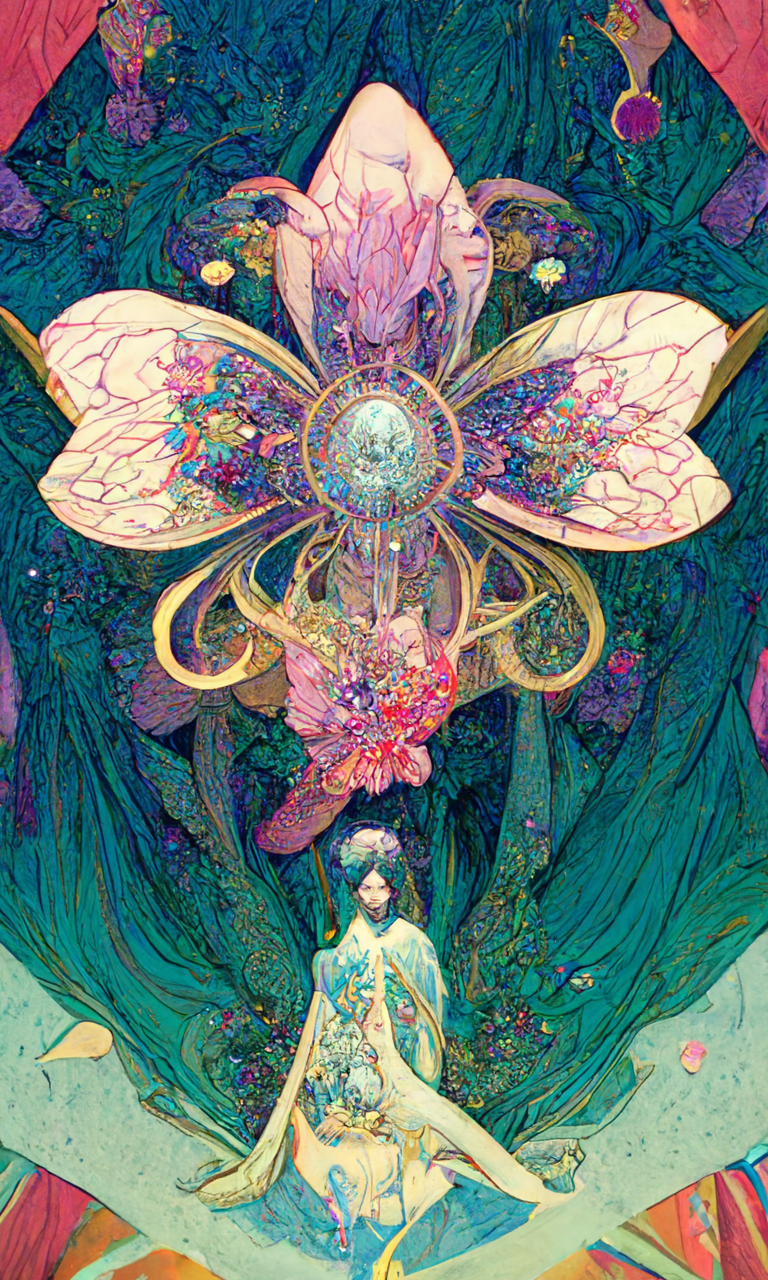
« Une femme assise sous une fleur dans un style art nouveau ».